# Langstaartmiersluiper
De langstaartmiersluiper (Myrmotherula longicauda) is een zangvogel uit de familie Thamnophilidae (miervogels).

## Verspreiding en leefgebied
Deze soort komt voor in het westelijke en zuidwestelijke Amazonegebied en telt vier ondersoorten:
- M. l. soderstromi: zuidelijk Colombia en noordelijk Ecuador.
- M. l. pseudoaustralis: van oostelijk Ecuador tot noordelijk Peru.
- M. l. longicauda: centraal Peru.
- M. l. australis: zuidoostelijk Peru en noordwestelijk Bolivia.

## Status
De grootte van de populatie is niet gekwantificeerd maar de soort wordt omschreven als vrij algemeen. Op de Rode lijst van de IUCN heeft deze soort de status niet bedreigd.